# 保野洋一
保野 洋一（ほの よういち、1948年〈昭和23年〉4月9日 - ）は、日本の政治家。利尻町長（2期）。

## 来歴
1967年（昭和42年）5月、利尻町役場に入庁。以来利尻町職員として港湾係長、財政係長、商工課長、商工観光課長、水産課長、保健福祉課長、総務課長を歴任する。
2006年（平成18年）7月、利尻町教育委員会教育長に就任する。
2009年（平成21年）5月、利尻町副町長に就任する。
2013年（平成25年）5月、利尻町長に就任する。
2017年（平成29年）4月、任期満了に伴う利尻町長選挙に出馬し、元利尻町議会事務局長の上遠野浩志、元利尻町教育委員会教育長の川端一輝を破り、再選を果たす。
2021年（令和3年）4月25日、任期満了に伴う利尻町長選挙に出馬し、元利尻町議会事務局長の上遠野浩志に破れ、落選。
※当日有権者数：1,668人人 最終投票率：91.97%（前回比： 2.25pts）
| 候補者名   | 年齢 | 所属党派 | 新旧別 | 得票数 | 得票率 | 推薦・支持 |
| ---------- | ---- | -------- | ------ | ------ | ------ | ---------- |
| 上遠野浩志 | 68   | 無所属   | 新     | 814票  | 53.0%  |            |
| 保野洋一   | 73   | 無所属   | 現     | 694票  | 45.2%  |            |